# Bannes, Marne
Bannes är en kommun i departementet Marne i regionen Grand Est (tidigare regionen Champagne-Ardenne) i nordöstra Frankrike. Kommunen ligger i kantonen Fère-Champenoise som tillhör arrondissementet Épernay. År 2022 hade Bannes 248 invånare.

## Befolkningsutveckling
Antalet invånare i kommunen Bannes
| Referens: INSEE |